# Nyílvégű kereszt

Háromszögvégű kereszt

Névváltozatok: háromszögvégű kereszt (Bárczay 117.), a vértanúság keresztje

fr: croix barbée, croix tringulaire, en: cross barby, cross barbee, cross barbed, arrow cross, St. Sebastian's Cross, de: Pfeilkreuz, Strahlenspitzenkreuz, Triangelkreuz, Spitznagelkopfkreuz, es: cruz saetada, cruz flechada, la: crux triangularis
nyílvégű kereszt (Bárczay 117.)
fr: croix barbée, de: Pfeilkreuz, la: crux sagittata

Rövidítések:

A nyílvégű vagy nyilas kereszt hegyes szárban végződő keresztfajta. Többféle változata létezik. Alaptípusa az, amelyiknek a szárai végén háromszögek vannak. Ennek szabályos heraldikai elnevezése háromszögvégű kereszt, köznyelvi neve pedig nyilas kereszt. Az a változat, melynek  szárai nyílhegyekre emlékeztetnek, a tulajdonképpeni nyílvégű kereszt. Régi heraldikai keresztfajta, melyet a két világháború között a magyar Hungarista Mozgalom használt.     
Ebbe a csoportba sorolhatók a hegyes szögben végződő szárú keresztek is, mint a rutavégű kereszt,  a csücskösvégű kereszt, a rutákból álló rutakeresztek stb. 

## Változatai

Nyílvégű kereszt (Bárczay 117., fr: croix barbée, de: Pfeilkreuz, la: crux sagittata)
Csücskösvégű kereszt (Bárczay 117., hegyes végű kereszt [Gömbös 60.], fr: croix aiguisée, en: cross urdée, cross urdy, cross aiguisé, cross champaine, cross pointed, cross humetty pointed, passion cross, nail cross, cross of suffering, carpenter's cross, de: zugespitztes Kreuz, Palisadenkreuz, la: crux acuminata) (Az angol urdy etimológiáját egyesek a norvég urd szóban keresik, mely a görög sors istensége megfelelője és heraldikai változata kapcsolatban lehet Jézus szenvedéseivel.)
Rutavégű kereszt (Bárczay 117., fr: croix retranchée, de: rautenförmiges Kreuz, la: crux in rhombi figuram de finens)
Rutavégű kereszt (fr: croix retranchée, en: cross ending in fusils, de: gefülltes Schlüsselkreuz, es: cruz cercenada, it:	croce ritrinciata, nl: ruitarmig kruis)
Rutavégű kereszt golyókkal (fr: croix retranchée et pommetée)
Rutakereszt (en: cross of lozenges, de: Rautenkreuz)
Ruta-kereszt (Bárczay 118., fr: croix fusée, de: Weckenkreuz, la: crux rombis completa)
Ablakruta-kereszt (en: cross of mascles)
Csillagkereszt (Bárczay 118., fr: croix étoilée, de: Sternkreuz, la: crux stellata)
Hungarista zászló